# Свєчников Василь Миколайович
Василь Миколайович Свєчников (6 січня 1891 — 20 серпня 1981) — український радянський науковець-металург, дійсний член АН УРСР (з 1939 р.).

## Життєпис
Родом із Вятської губернії.

Могила Василя Свєчникова, Байкове кладовище

Закінчив Петроградський політехнічний інститут, працював на металургійних заводах на Уралі і в Дніпрі.
1931–1941 — професор Дніпропетровського металургійного інституту
1940–1953 (з перервою) — працював в Інституті Чорної Металургії АН УРСР, з 1953 р. завідував відділом металознавства Інституту Металофізики АН УРСР.
1944–1962 — професор Київського політехнічного інституту (завідував кафедрою).
Автор понад 150 друкованих праць з ділянок технології метал. виробництва та фаз. властивостей сталі. Під його керівництвом розроблено галузь металургії — фізико-хімічний аналіз тугоплавких і хімічно активних металів.
Син — фізик-оптоелектронік, матеріалознавець, доктор технічних наук Сергій Свєчников (1926—2017).
Помер в Києві у 90-річному віці 20 серпня 1981 року. Похований на Байковому кладовищі (ділянка № 33, 50°25′3.77″ пн. ш. 30°30′5.3″ сх. д. / 50.4177139° пн. ш. 30.501472° сх. д.).